# ATS D2
O  D2  é o modelo da ATS da temporada de 1979 da F1. Condutor Hans Stuck.

## Resultados[1]
|      |    |                      |   |   |            |     |     |     |     |     |     |     |     |     |     |     |     |     |     |     |        |     |  |  |
|      |    |                      |   |   |            | ARG | BRA | RSA | USW | ESP | BEL | MON | FRA | GBR | GER | AUT | HOL | ITA | CAN | USA |        |     |  |  |
| 1979 | D2 | Ford Cosworth DFV V8 | G | 9 | Hans Stuck | NQ  | Ret | Ret | DSQ | 14  | 8   | Ret | DNS | NQ  | Ret |     |     |     |     |     | 01 (2) | 11º |  |  |

↑1  Do GP da Áustria até os Estados Unidos, Stuck utilizou o D3.